# Inundações em Kyushu em 2020
As inundações em Kyushu em 2020 foram uma série de chuvas fortes recordes que atingiram as prefeituras de Kumamoto e Kagoshima, na ilha japonesa de Kyushu, no sul do país, em 4 de julho de 2020 no meio da estação chuvosa do leste asiático. Como resultado das inundações e dos deslizamentos de terra, 66 pessoas foram confirmadas como mortas e aproximadamente doze estão desaparecidas. Quatorze das vítimas eram residentes de uma casa para idosos em Kuma, Kumamoto, que foi inundada.

## Antecedentes
Tufões, tempestades e fortes inundações atingiram o Japão com força nos anos anteriores a 2020. Além de Hokkaido, todo o país está sujeito à estação chuvosa do leste asiático, conhecida como Tsuyu (梅雨), durante o início do verão. O terreno montanhoso do Japão coloca-o em risco de inundações e deslizamentos de terra. Esses eventos climáticos mataram centenas de pessoas, e análises de especialistas afirmaram que o aquecimento global é uma causa que contribui para esses acontecimentos.
A bacia do rio Kuma havia inundado anteriormente em 1965. Uma das três maiores corredeiras do Japão, o Kuma é um rio classe A de 115 km de comprimento. Seu curso começa na cordilheira de Kyushu e atravessa Hitoyoshi, Kuma e Yatsushiro, antes de descarregar no mar de Yatsushiro.

## Eventos

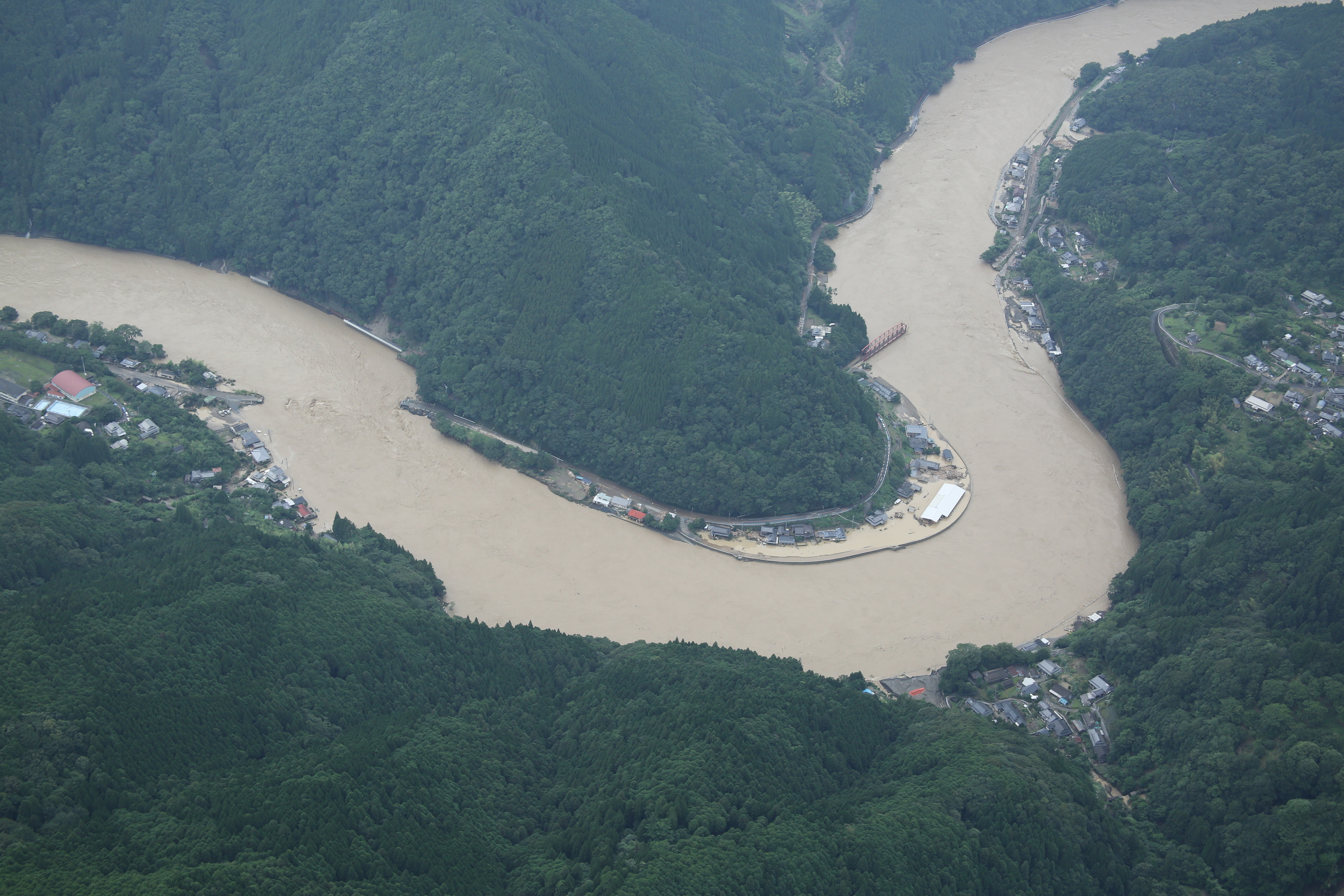
A Ponte Kamase (esquerda) e a Ponte Ferroviária Kumagawa N.º 1 (direita) foram destruídas pelas inundações.

Em 4 de julho de 2020, fortes chuvas causaram inundações na ilha de Kyushu, no sul do Japão. Às cinco da manhã, horário local (UTC+9), a Agência Meteorológica do Japão elevou seu alerta de chuva forte para o nível mais alto de três em muitas partes das prefeituras, a primeira vez que o fez nessas áreas. A Agência Meteorológica do Japão declarou que a quantidade de chuva foi recorde na região e que nunca foi vista antes. A taxa de precipitação excedeu 100 milímetros por hora.
Em 8 de julho de 2020, 58 pessoas foram confirmadas como mortas e aproximadamente doze foram reportadas como desaparecidas. De acordo com o Kyodo News, 1,3 milhão de pessoas foram ordenadas a evacuar de suas casas e houve 12 eventos diferentes de deslizamentos de terra.
Quatorze dos mortos eram residentes em uma casa para idosos inundada em Kuma, Kumamoto. O governador de Kumamoto, Ikuo Kabashima, afirmou que o controle da situação foi perdido depois que a lama e as águas da enchente jorraram para a casa dos idosos. Segundo um voluntário de resgate, quando chegaram à casa dos idosos, a água ainda estava no primeiro andar. O pessoal de resgate conseguiu resgatar os residentes que haviam chegado ao segundo andar, mas não conseguiram alcançar os que ficaram abaixo. De acordo com os funcionários da casa, eles acordaram os moradores às 5 da manhã e os levaram para o andar de cima. No primeiro andar, quando a água entrou no prédio, eles colocaram os moradores de cadeiras de rodas em cima das mesas na sala de jantar. A equipe não conseguiu resgatar os moradores com deficiência física depois que a água entrou pelas janelas e os mesmos acabaram por cair das 
Após as chuvas da noite para o dia, as autoridades instruíram mais de 75 000 residentes a evacuarem de suas casas nas prefeituras de Kumamoto e Kagoshima. 203 200 moradores foram instruídos a se abrigarem no local e 109 abrigos foram abertos na região.
O nível da água do rio Kuma foi superior ao normal em onze locais diferentes e quebrou uma barreira. Em Kuma moradores presos foram resgatados por helicóptero. Oito casas foram completamente destruídas pelas inundações em Ashikita, Kumamoto. Em Tsunagi, Kumamoto, 2–3 pessoas foram retiradas de um deslizamento de terra sem sinais de vida. Cerca de 8 000 casas ficaram sem energia em Kumamoto e em Kagoshima de acordo com a Kyushu Electric Power Company. Estima-se que outras 6 100 casas estejam submersas e que 11 pontes destruídas, até o momento.
Um dique foi quebrado perto da cidade de Hitoyoshi, normalmente conhecida por suas fontes termais e passeios de barco, que foram inundadas pelo rio Kuma. Voluntários da associação local de rafting em Hitoyoshi usaram suas jangadas para resgatar moradores isolados na cidade inundada. Pelo menos 17 pessoas em Hitoyoshi morreram.
Na manhã de 7 de julho, o rio Chikugo transbordou em Hita, Oita, levando as autoridades a emitir o alerta de nível mais alto aos moradores.

## Efeitos e impactos
As inundações também interromperam a atividade econômica em Kyushu, uma importante área industrial no Japão. Empresas como Toyota, Canon e Panasonic interromperam temporariamente a produção na área por precaução à segurança dos funcionários. No entanto, o secretário-chefe do gabinete, Yoshihide Suga, disse em 6 de julho que não espera grandes interrupções na cadeia de suprimentos.
Os evacuados e as autoridades locais levantaram preocupações sobre os abrigos de emergência, dada a simultânea pandemia de COVID-19 no país. Os evacuados que chegavam aos abrigos tiveram suas temperaturas verificadas ou foram solicitados a ir a outro lugar para que o distanciamento social pudesse ser mantido. Alguns evacuados optaram por se refugiar em seus carros, enquanto outros ficaram com os amigos. Essas medidas seguem as recomendações criadas no mês anterior, em junho, quando oficiais do governo anteciparam um possível "duplo desastre" de inundações e transmissão de doenças

## Resposta do governo
O primeiro-ministro Shinzō Abe ordenou a criação de uma força-tarefa especial, e enviou 10 000 soldados das Forças de Autodefesa do Japão (FAJ) para a área e prometeu resgatar os desaparecidos. Em 5 de julho de 2020, foi relatado que 40 000 soldados da FAJ, guarda costeira e bombeiros foram destacados na operação de resgate. Em 7 de julho, o número de soldados da FAJ destacados foi dobrado para 80 000. Em 7 de julho, as autoridades japonesas alertaram que mais chuvas são esperadas em Kyushu.